# Чиполата
Чипола́та (/ˌtʃɪpəˈlɑːtə/) — свиные колбаски, скорее всего, впервые приготовленные во Франции (колбасы с таким названием появились в 1903 году на страницах «Le guide culinaire» Огюста Эскофье). Обычно колбаски чиполата подаются к завтраку.
Чиполату готовят из грубо рубленной свинины, приправленной солью, перцем, травами и специями (шалфей, тимьян, душистый перец или мускатный орех). Название происходит от итальянского cipollata (итал. cipolla — лук), но за пределами Италии в чиполату при приготовлении не добавляют лук.
Распространена в Великобритании и часто появляется на Рождественском столе завёрнутой в бекон, как сосиска в тесте.
В Австралии и Новой Зеландии чиполата готовится из говядины и баранины, подаётся к завтраку или обжаривается на гриле.
Гарнир а-ля чиполата состоит из лука, колбасок чиполата, каштанов, солёной свинины, иногда моркови в демигласе или мадере.